# Тигре (народ)

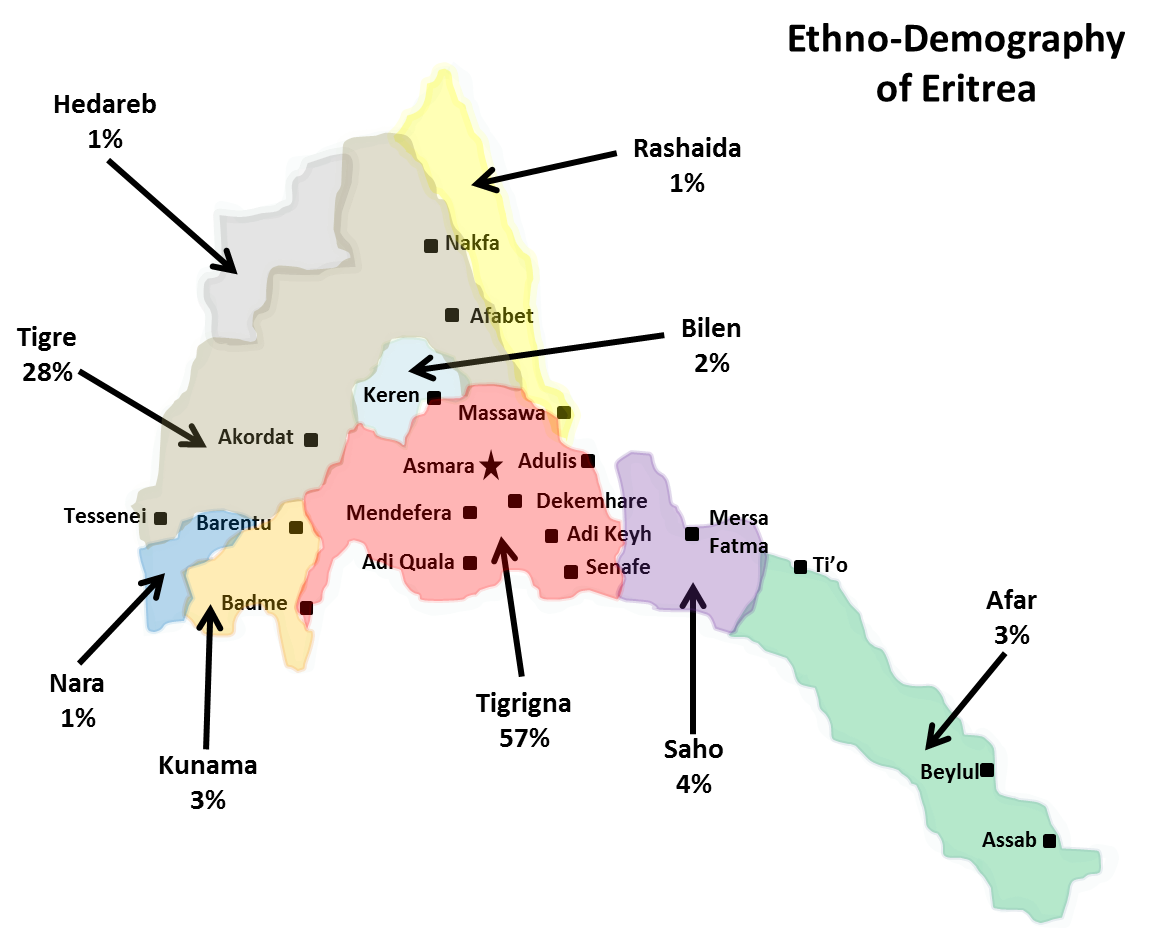

Ти́ґре  (тиґре ትግረ) — південно-семітський народ на сході Африки, переважно в Еритреї.
Тиґре близькі до тиґраїв та амхара. Тиґре не є етнічно однорідними. У складі тиґре дуже велике субетнічне членування — включає бл. 30 племен, у т.ч. такі, що подеколи розглядаються як окремі етнії (наприклад, менса). Багатий фольклор. 

## Етнічна територія
Проживають у передгір'ях та рівнинах Північної Еритреї та частково у прикордонні з Суданом. 

## Демографія
Загальна чисельність тиґре становить 1,8 млн. осіб (2021). 

## Мова
Тиґрська мова належить до афроазійських мов семітської гілки. Разом з тиґринья належить до групи ефіопосемітських мов, що походить від давньоефіопської мови ґеез. Уряд Еритреї використовує систему письма ґеез для публікації документів мовою тиґре.
Мова тиґре є лінгва франка для населення низовин західної та північної Еритреї, включаючи північне узбережжя. Таким чином, приблизно 75% населення західної низовинної частини Еритреї розмовляє мовою тиґре.
У 1988 році тиґрською мовою перекладено Біблію.

## Релігія
Близько 95% тиґре сповідують іслам (мусульмани-суніти), решта християнство (християни-монофізити, вплив амхара) та місцеві анімістичні релігії. Тиґре які сповідують християнство переважно належать до Еритрейської православної церкви Тевахедо, Католицької церкви та Євангельсько-лютеранської церкви Еритреї.

## Економіка
Основні господарські заняття — орне землеробство (пшениця, теф, бобові та ін.) та скотарство, в т.ч. кочове й напівкочове, на узбережжі Червоного моря — рибальство. Раніше, у т.ч. не раз і в ХХ столітті потерпали від голодів. 